# جيمس غريفز
جيمس غريفز (بالإنجليزية: James Graves)‏ هو لاعب رماية أمريكي، ولد في 27 مارس 1963 في روستون في الولايات المتحدة.

## وصلات خارجية
- جيمس غريفز على موقع الاتحاد الدولي (الإنجليزية)
- جيمس غريفز على موقع أوليمبيديا (الإنجليزية)